# Црквица
Црквица је насеље у Србији у општини Бојник у Јабланичком округу. Према попису из 2022. било је 453 становника (према попису из 2002. било је 643 становника). До 2009. године званичан назив насеља је био Црквице.

## Демографија
У насељу Црквица живи 514 пунолетних становника, а просечна старост становништва износи 41,6 година (39,8 код мушкараца и 43,5 код жена). У насељу има 231 домаћинство, а просечан број чланова по домаћинству је 2,78.
Ово насеље је углавном насељено Србима (према попису из 2002. године), а у последња три пописа, примећен је пад у броју становника.
|  |

| Демографија | Демографија | Демографија |
| Година      | Становника  | Становника  |
| ----------- | ----------- | ----------- |
| 1948.       | 921         |             |
| 1953.       | 903         |             |
| 1961.       | 832         |             |
| 1971.       | 783         |             |
| 1981.       | 761         |             |
| 1991.       | 680         | 678         |
| 2002.       | 643         | 667         |
| 2011.       | 533         |             |

| Етнички састав према попису из 2002.‍ | Етнички састав према попису из 2002.‍ | Етнички састав према попису из 2002.‍ | Етнички састав према попису из 2002.‍ | Етнички састав према попису из 2002.‍ |
| ------------------------------------ | ------------------------------------ | ------------------------------------ | ------------------------------------ | ------------------------------------ |
|                                      |                                      |                                      |                                      |                                      |
| Срби                                 | Срби                                 |                                      | 440                                  | 68,42%                               |
| Роми                                 | Роми                                 |                                      | 197                                  | 30,63%                               |
| Црногорци                            | Црногорци                            |                                      | 1                                    | 0,15%                                |
| Горанци                              | Горанци                              |                                      | 1                                    | 0,15%                                |
| непознато                            | непознато                            |                                      | 1                                    | 0,15%                                |

| Година пописа     | 1948. | 1953. | 1961. | 1971. | 1981. | 1991. | 2002. |
| ----------------- | ----- | ----- | ----- | ----- | ----- | ----- | ----- |
| Број домаћинстава | 169   | 178   | 189   | 206   | 215   | 221   | 231   |

| Број чланова      | 1  | 2  | 3  | 4  | 5  | 6 | 7 | 8 | 9 | 10 и више | Просек |
| ----------------- | -- | -- | -- | -- | -- | - | - | - | - | --------- | ------ |
| Број домаћинстава | 43 | 83 | 38 | 38 | 14 | 9 | 5 | 0 | 1 | 0         | 2,78   |

| Пол    | Укупно | Неожењен/Неудата | Ожењен/Удата | Удовац/Удовица | Разведен/Разведена | Непознато |
| ------ | ------ | ---------------- | ------------ | -------------- | ------------------ | --------- |
| Мушки  | 271    | 78               | 170          | 14             | 5                  | 4         |
| Женски | 261    | 35               | 175          | 44             | 7                  | 0         |
| УКУПНО | 532    | 113              | 345          | 58             | 12                 | 4         |

| Пол    | Укупно                    | Пољопривреда, лов и шумарство | Рибарство                            | Вађење руде и камена | Прерађивачка индустрија       |
| ------ | ------------------------- | ----------------------------- | ------------------------------------ | -------------------- | ----------------------------- |
| Мушки  | 176                       | 119                           | 0                                    | 0                    | 13                            |
| Женски | 74                        | 61                            | 0                                    | 0                    | 7                             |
| УКУПНО | 250                       | 180                           | 0                                    | 0                    | 20                            |
| Пол    | Производња и снабдевање   | Грађевинарство                | Трговина                             | Хотели и ресторани   | Саобраћај, складиштење и везе |
| Мушки  | 0                         | 23                            | 9                                    | 1                    | 2                             |
| Женски | 0                         | 0                             | 2                                    | 0                    | 0                             |
| УКУПНО | 0                         | 23                            | 11                                   | 1                    | 2                             |
| Пол    | Финансијско посредовање   | Некретнине                    | Државна управа и одбрана             | Образовање           | Здравствени и социјални рад   |
| Мушки  | 0                         | 0                             | 3                                    | 1                    | 1                             |
| Женски | 0                         | 0                             | 0                                    | 1                    | 2                             |
| УКУПНО | 0                         | 0                             | 3                                    | 2                    | 3                             |
| Пол    | Остале услужне активности | Приватна домаћинства          | Екстериторијалне организације и тела | Непознато            | Непознато                     |
| Мушки  | 3                         | 0                             | 0                                    | 1                    | 1                             |
| Женски | 0                         | 0                             | 0                                    | 1                    | 1                             |
| УКУПНО | 3                         | 0                             | 0                                    | 2                    | 2                             |